# Ophiorrhiza rivularis
Ophiorrhiza rivularis är en måreväxtart som beskrevs av Theodoric Valeton. Ophiorrhiza rivularis ingår i släktet Ophiorrhiza och familjen måreväxter. Inga underarter finns listade i Catalogue of Life.